# Rörbomb

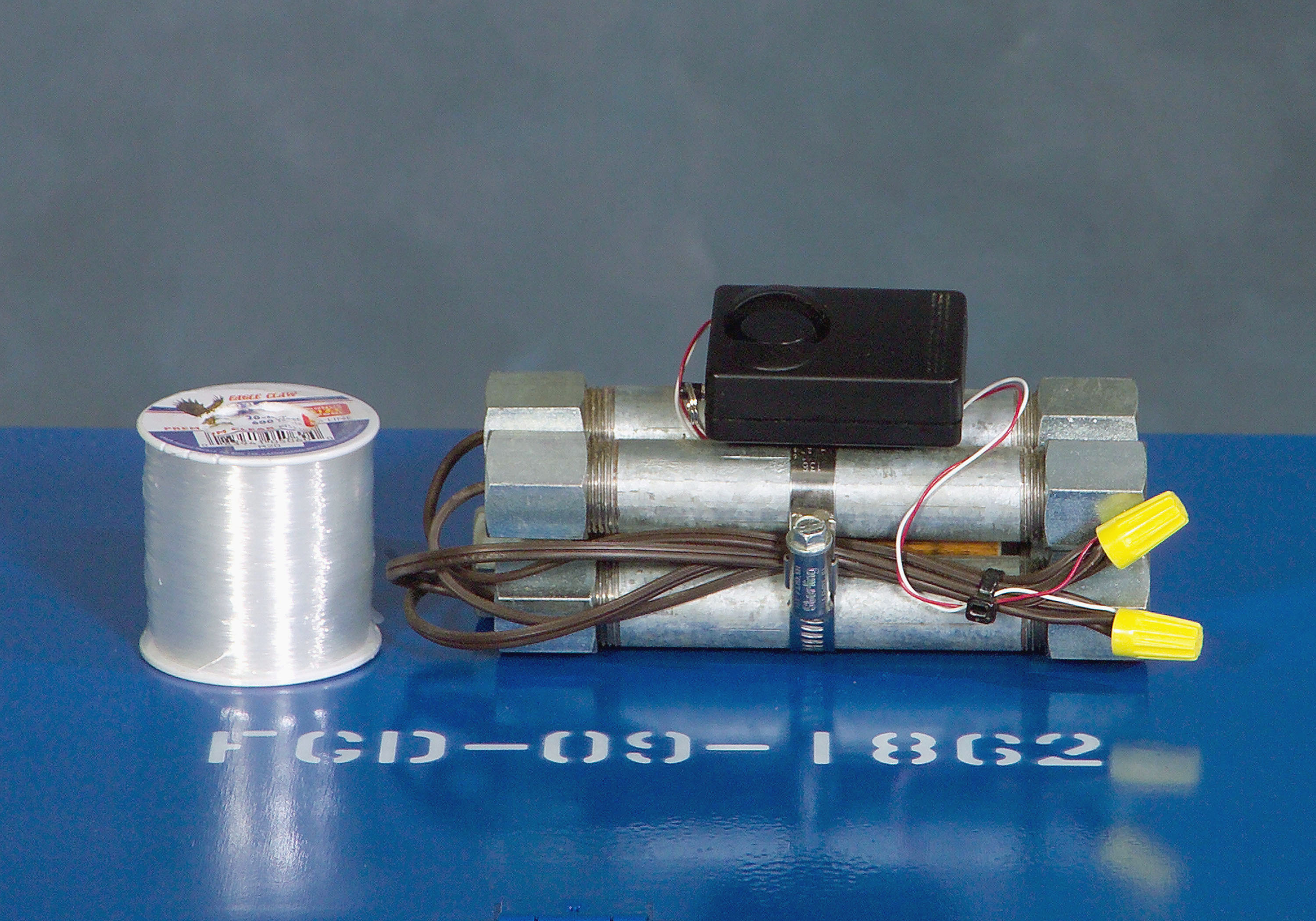
Exempel på rörbomb.

En rörbomb är en typ av hemmagjord bomb, bestående av ett rör fyllt med sprängmedel och en tändanordning. Rörbomber brukar användas av terrorister och andra våldsverkare. En omtalad händelse med rörbomb är då Eric Rudolph avfyrade en rörbomb den 27 juli 1996 i Atlanta i delstaten Georgia i USA vid olympiska sommarspelen 1996, och två människor dödades och 111 människor skadades.
Rörbomber byggda med metallrör bildar livsfarliga splitterfragment.